# Marek Vávra
Marek Vávra (* 7. června 1975 Liberec) je český politik, podnikatel a pivovarník.

## Biografie
Vávra vystudoval libereckou Střední průmyslovou školu stavební. Maturoval na ni roku 1993. Ve studiích následně pokračoval oborem Geologie na Přírodovědecké fakultě Univerzity Karlovy. Zdejší studia ovšem po roce ukončil a přešel na Stavební fakultu Českého vysokého učení technického v Praze, kde se zabýval informačními technologiemi. V té době (1994) začal také coby fyzická osoba podnikat.
Během čtvrtého ročníku, tedy v roce 1998, školu přerušil a věnoval se podnikání v oblasti informatiky. Vedl například školení v práci na počítači nebo zájemce zasvěcoval do problematiky práce na CNC strojích.
Roku 2005 se Vávra oženil a v manželství se mu narodily čtyři děti.

### Frýdlantský pivovar

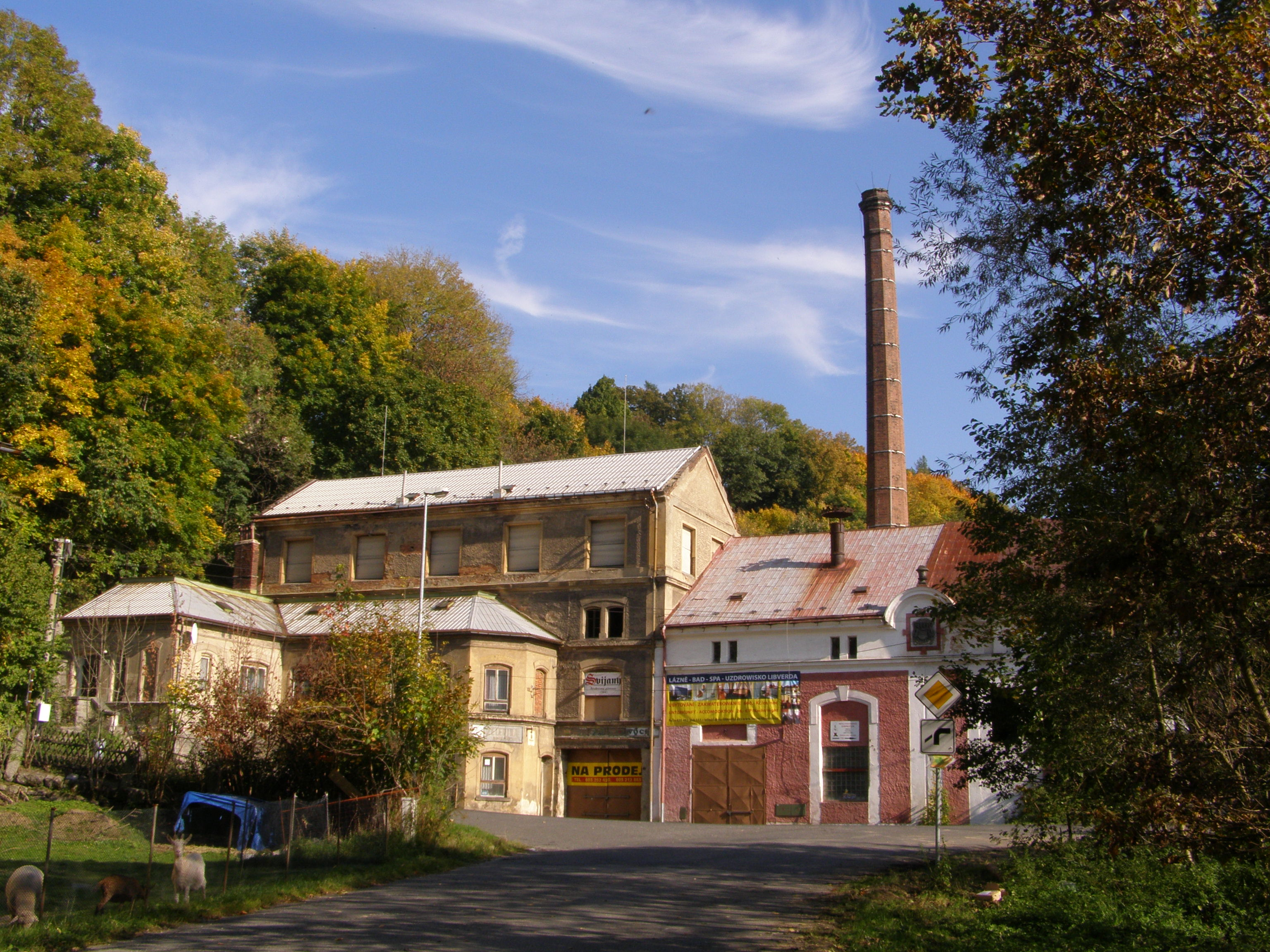
Objekt pivovaru před rekonstrukcí

Roku 2010 koupil Vávra Zámecký pivovar ve Frýdlantě na severu Libereckého kraje České republiky. V tu dobu již měl zkušenosti s přípravou minipivovaru, který chystal pro Industriální muzeum v Chrastavě. Výroba piva ve frýdlantském pivovaru skončila krátce po druhé světové válce a následně se využíval ke skladování zeleniny či zrání sýrů. Během té doby objekt chátral a některé jeho části začali místní lidé i rozebírat. Při obnově pivovaru chtěl Vávra zachovat jeho historickou podobu, začal spolupracovat s Národním památkovým ústavem. Vytvořením plánů na rekonstrukci navíc pověřil architektonické studio Mjölk. Finanční náklady na základní obnovu objektu se uvažovaly částkou 10 milionů korun českých. Na dalších pět milionů se rozpočtovalo pořízení technologických zařízení nutných k výrobě piva. Plány počítaly se vznikem jak restaurace koncipované ve středověkém duchu, tak také pivovarnického muzea, jehož návštěvníci by na konci prohlídkové trasy měli možnost ochutnávat pivo přímo z ležáckých tanků.
Slavnostní otevření zrekonstruovaného objektu se uskutečnilo 19. července 2014. O událost byl mezi žurnalisty zájem a ve svém vysílání o něm referovala například Česká televize. Kompletní obnova si nakonec vyžádala částku ve výši 200 milionů korun českých. Během podzimu 2014 se v pivovaru otevřelo školicí centrum určené budoucím sládkům. V pivovaru se vyrábí pivo značky Albrecht. Garantem jeho výroby se stal Zdeněk Picek, někdejší sládek vratislavického pivovaru, jenž zahájil výrobu frýdlantského piva a současně své zkušenosti a znalosti předal Vávrovi. Sládkem pivovaru se stal Jiří Strnad.

## Politika
Na podzim roku 2016 kandidoval za politické hnutí ANO 2011 v senátních volbách v obvodu číslo 34 – Liberec. V prvním kole uspěl a spolu se starostou Chrastavy Michaelem Canovem, jenž kandidoval za uskupení Starostové pro Liberecký kraj, postoupil ze druhého místa do druhého kola volby. Porazil tak například Jana Korytáře z politického hnutí Změna či někdejšího skokana na lyžích Pavla Ploce kandidujícího za Českou stranu sociálně demokratickou (ČSSD). Ve druhém kole však voliči preferovali Vávrova soupeře Canova, jenž se tak stal senátorem a vystřídal Přemysla Sobotku, který v senátu působil dvacet let a ve volbách roku 2016 se již o tento post neucházel.
V komunálních volbách v roce 2018 kandidoval Vávra jako člen hnutí na kandidátce hnutí ANO do zastupitelstva města Liberec. Ve volbách uspěl a navíc byl v listopadu 2018 zvolen rovněž neuvolněným radním. V komunálních volbách v roce 2022 obhajoval Vávra svůj mandát jako člen hnutí na kandidátce hnutí ANO do zastupitelstva města Liberec. Ve volbách uspěl, v nové radě města již nezasedl, ale stal se předsedou výboru pro vzdělávání a členem výboru pro plánování území a dopravu.
V lednu 2025 předsednictvo hnutí ANO 2011 zrušilo místní organizaci v Liberci, čímž zaniklo členství 16 jejím členům, včetně předsedy Marka Vávry. Důvodem byly dlouhodobé vnitřní spory a nefunkčnost organizace. Marek Vávra s tímto rozhodnutím nesouhlasil a označil jej za důsledek mocenských bojů uvnitř krajské organizace. Po zrušení organizace už o členství neusiloval a v zastupitelstvu přešel do opozice.

## Ocenění
Rekonstruovaný pivovar získal absolutní vítězství v soutěži o nejlepší turistickou atraktivitu nazvané DestinaCZe 2015 pořádané společností CzechTourism. A patnáctistupňové pivo Albrecht IPA, které se ve frýdlantském pivovaru vyrábí, zase porotci ocenili prvním místem v klání Jarní cena českých sládků 2015.